# Clausura (programma radiofonico)
Clausura è un documentario radiofonico del 1957, realizzato da Sergio Zavoli.

## Produzione
Per la realizzazione del documentario collaborarono il musicista Ildebrando Pizzetti e, come risulta dagli accrediti in coda, il giornalista Piero Pasini e i tecnici Silvano Bartoli e Mario Vandella. La registrazione fu effettuata il 19 novembre 1957 nel monastero delle Carmelitane Scalze di via Siepelunga a Bologna; le riprese sonore all'interno della clausura sono state effettuate dalle stesse monache, sommariamente istruite sull'uso dei microfoni e delle attrezzature che furono fatte passare oltre le grate.

## Contenuto
Zavoli introduce l’argomento richiamando il dibattito, allora in corso in ambito ecclesiale come anche nella società civile, sulla clausura religiosa con posizioni che arrivavano a chiedere la soppressione degli ordini di vita contemplativa.
Il giornalista intervista quindi sul tema un sostenitore dell’apostolato attivo dei religiosi, il gesuita padre Virginio Rotondi, citando Pio XII che aveva definito non più tollerabili certi disagi in cui vivono le monache di clausura. Rotondi, pur essendo un sostenitore dell’apostolato attivo dei religiosi, risponde che, nella Chiesa, la forza di chi come lui opera nel mondo per il trionfo del bene viene da chi ha scelto di consacrarsi all’orazione e, dopo aver ammesso che la gerarchia ecclesiale non sempre si è curata in modo completo e tempestivo dei bisogni dei monasteri, sottolinea che certe situazioni di indigenza dipendono soprattutto dalla crisi di fede e dal disinteresse dei cristiani per il valore della preghiera che, dice concludendo, ritiene più importante dell’azione.
Il microfono del cronista entra poi nella vita intima del Carmelo per registrare, nei momenti più significativi di una giornata qualsiasi, i suoni, le preghiere, i canti, le letture, i silenzi dalla sveglia, alle cinque e trenta del mattino, fino al pasto serale e, infine, al riposo notturno intorno alle ventitré.
Segue un lungo dialogo tra Zavoli e la sotto priora, madre Teresa dell’Eucaristia, che con semplicità risponde alle domande poste dal giornalista con grande rispetto, ma incalzandola senza fare sconti. Madre Teresa racconta delle difficoltà incontrate durante la guerra e dopo, quando la comunità ha dovuto trasferirsi altrove per i danni subiti dal monastero; dà ragione delle certezze che dopo anni di clausura la sostengono in una vita di rinunce che però è fonte di gioia interiore; parla delle difficoltà iniziali che possono incontrare le novizie sia per vincere l’orgoglio di sentirsi delle eroine sia per accettare l’esercizio dell’obbedienza e la disciplina del silenzio; si sofferma sul silenzio interiore, difficile da conquistare perché, dice, il silenzio materiale è aiutato dall’ambiente ma risulta quasi impossibile impedire alla fantasia di volare o al cuore di ricordare; conclude la conversazione parlando della morte e della serenità con la quale viene attesa per transitare ad una vita nuova.
L’ultimo colloquio è con tre giovani suore che, dopo aver dato testimonianza dei loro primi anni nel cammino di perfezione, raccontano la meraviglia di un cielo al tramonto rallegrato da un volo di rondini.

## Diffusione
Il documentario fu trasmesso per la prima volta sul terzo programma di Radio Rai il 23 dicembre 1957 alle 22.35. Il 24 marzo 1958 fu replicato sul programma nazionale.
In seguito venne tradotto in sei lingue e trasmesso in varie nazioni. La BBC lo trasmise con il titolo Seclusion (isolamento) il 15 giugno 1959 alle 20.35 sul terzo programma e lo ripropose nel novembre dello stesso anno.

## Riconoscimenti
- Premio Italia 1958:
  - Premio della Federazione Nazionale Stampa Italiana.[2]

## Sequel
Sergio Zavoli realizzò per la serie televisiva Diario di un cronista, trasmessa da Rai Storia nel 2001, un nuovo reportage sulla vita claustrale in cui, riutilizzando parte del materiale registrato nel 1957 e dopo la riproposizione del colloquio con madre Teresa dell'Eucaristia, quest'ultima dà conto, attraverso la lettura di una lettera indirizzata al giornalista, delle ripercussioni che ebbe quell'incontro nella sua vita religiosa.